# Jan Kraus (1892–1930)
Jan Rudolf Kraus (ur. 28 sierpnia 1892 w Komorowicach, zm. 12 maja 1930 w Krakowie) – porucznik piechoty Wojska Polskiego, działacz niepodległościowy, kawaler Orderu Virtuti Militari.

## Życiorys
Urodził się 28 sierpnia 1892 w Komorowicach, w rodzinie Jana i Zuzanny z Kwiecińskich. W 1912 ukończył gimnazjum w Bielsku. Do 1914 był naczelnikiem „Sokoła” w Białej. Działał w Związku Strzeleckim. 
W sierpniu 1914 wstąpił do Legionów Polskich. Służył w 9. kompanii 2 pułku piechoty, 3 pułku piechoty a następnie w 12. kompanii 6 pułku piechoty. W trakcie służby w Legionach awansował do stopnia sierżanta. Brał udział w walkach o Jabłonkę i pod Kuklami (22-23 października 1915), w czasie których przekroczył linię rosyjską i zniszczył jedyną linię telefoniczną przeciwnika. Za czyny podczas tych walk otrzymał Krzyż Srebrny Orderu Virtuti Militari. We wrześniu 1917 został umieszczony w areszcie w Przemyślu, jako jeden z „przywódców buntu przeciwko służbie w Polskim Korpusie Posiłkowym”.
Po zwolnieniu z aresztu włączył się w działalność Polskiej Organizacji Wojskowej na terenie Kijowa. Wstąpił w szeregi 4 Dywizji Strzelców generała Żeligowskiego. 
Po powrocie do Polski, w szeregach 29 pułku piechoty Strzelców Kaniowskich walczył w wojnie polsko-bolszewickiej. 22 grudnia 1922 został przeniesiony do rezerwy. 20 listopada 1924 został zatwierdzony w stopniu porucznika rezerwy ze starszeństwem z dniem 1 czerwca 1919 i 1530,5 lokatą w korpusie oficerów piechoty.
Po zwolnieniu z wojska praktykował na kolei. W 1924 został zatrudniony przez Dyrekcję Ceł w Mysłowicach w charakterze praktykanta celnego z XI grupą uposażenia. Później został mianowany adiunktem celnym w Urzędzie Celnym Katowicach z X grupą uposażenia.
Zmarł 15 maja 1930 w szpitalu Krakowie na rozstrój nerwowy i zapalenie płuc. Pochowany na cmentarzu Rakowickim (kwatera AD-6-12).
W 1927 ożenił się z Marią Józefą, nauczycielką szkoły powszechnej w Niwce, z którą miał syna Antoniego Jana (ur. 15 stycznia 1930). 

## Ordery i odznaczenia
- Krzyż Srebrny Orderu Wojskowego Virtuti Militari nr 6391 – 17 maja 1922[12][13][14][15]
- Krzyż Niepodległości – pośmiertnie 6 czerwca 1931 „za pracę w dziele odzyskania niepodległości”[16][14]
- Krzyż Walecznych po raz 1, 2, 3 i 4 – 1922 „za udział w b. Legionach Polskich”[17][14]
- Krzyż Walecznych po raz pierwszy – 1922 jako oficer „byłej 4-ej Dywizji Gen. Żeligowskiego”[18][14]
- Medal Pamiątkowy za Wojnę 1918–1921[14]
- Medal Dziesięciolecia Odzyskanej Niepodległości[14]
- Krzyż Pamiątkowy 6 pułku piechoty Legionów Polskich[19]
- Srebrny Medal Waleczności I klasy[20]
- Brązowy Medal Waleczności[21]